# فهرست سفرهای خارجی نیکول پاشینیان، نخست‌وزیر ارمنستان

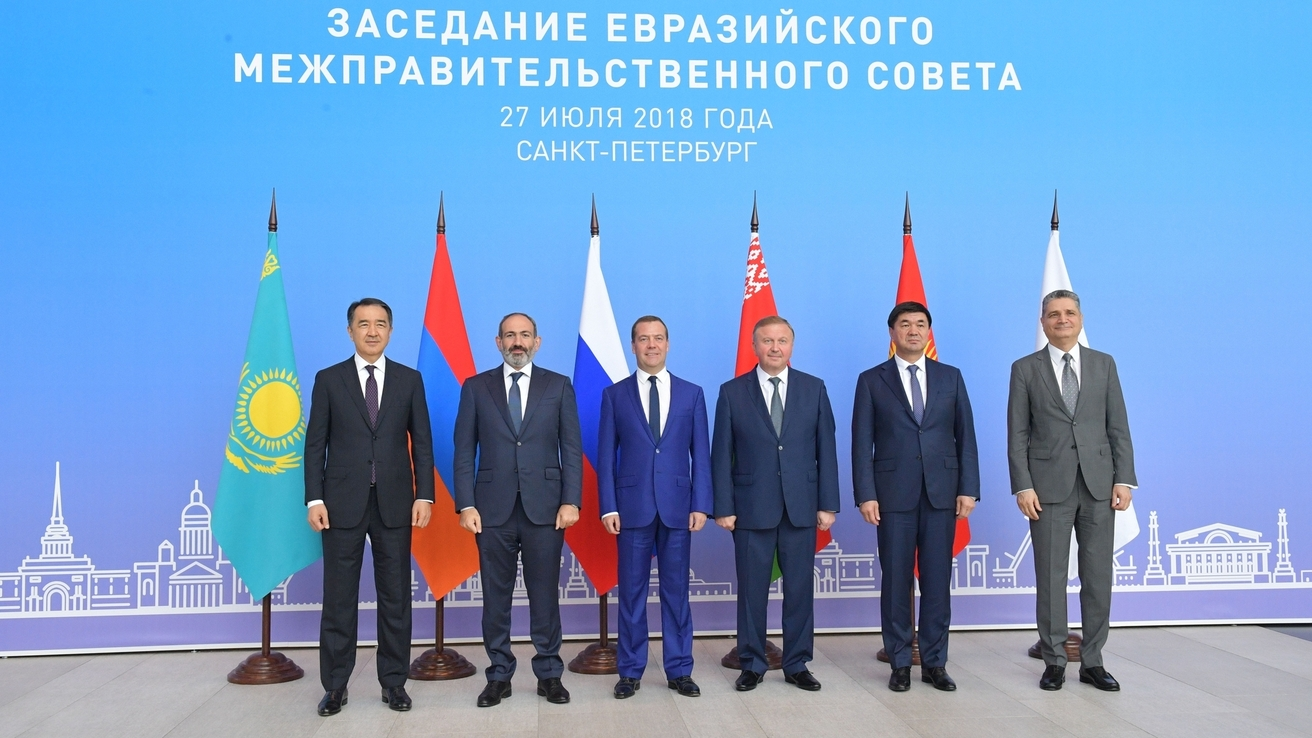
در یک نشست سران نخست‌وزیران اتحادیه اقتصادی اوراسیا در سن پترزبورگ در ژوئیه ۲۰۱۸

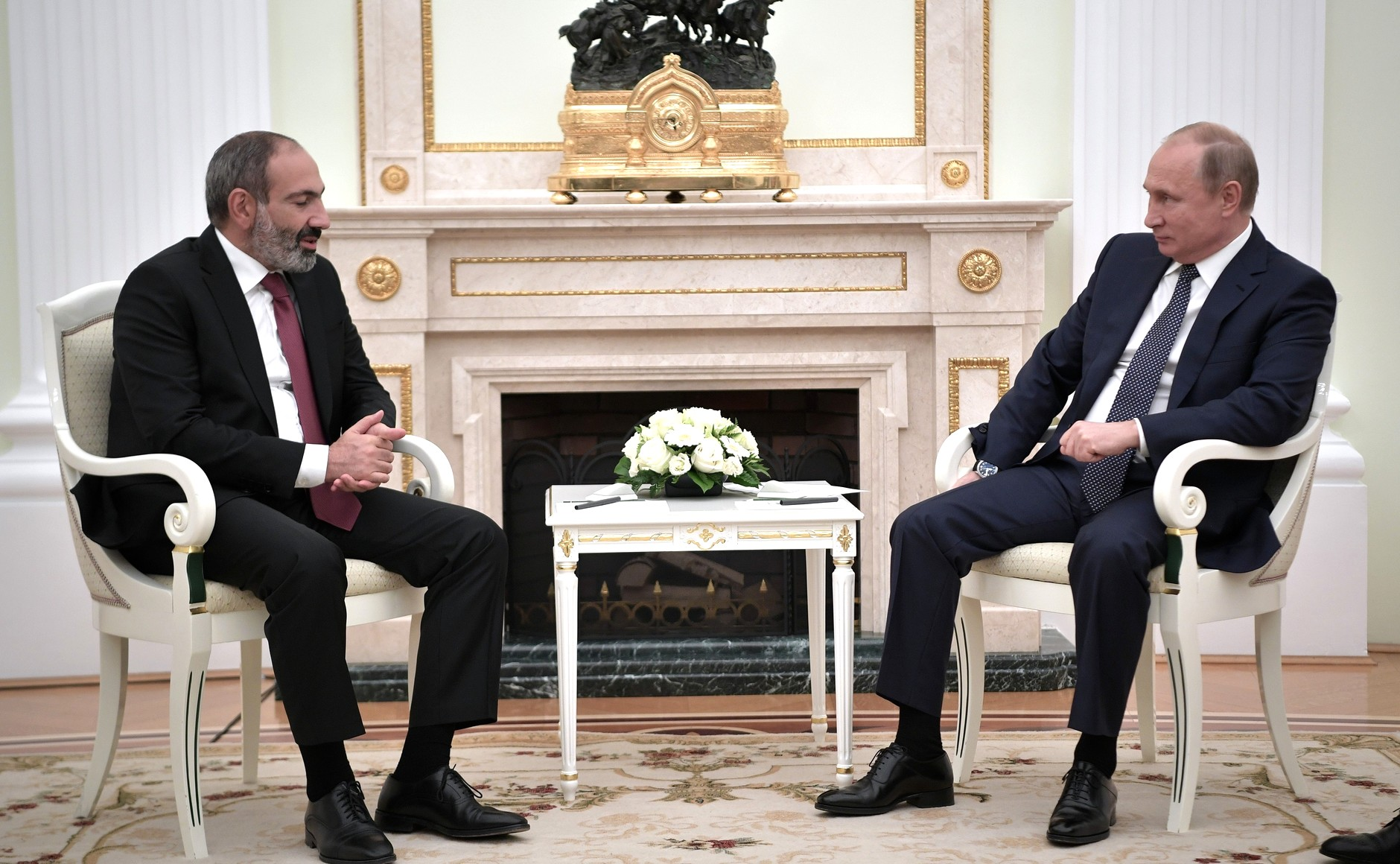
پاشینیان همراه با پوتین در کرملین، ژوئن ۲۰۱۸

فهرست زیر شامل سفرهای خارجی نیکول پاشینیان به‌عنوان نخست‌وزیر ارمنستان از زمان تصدی‌اش، ۸ مه ۲۰۱۸، است.

## فهرست

### ۲۰۱۸

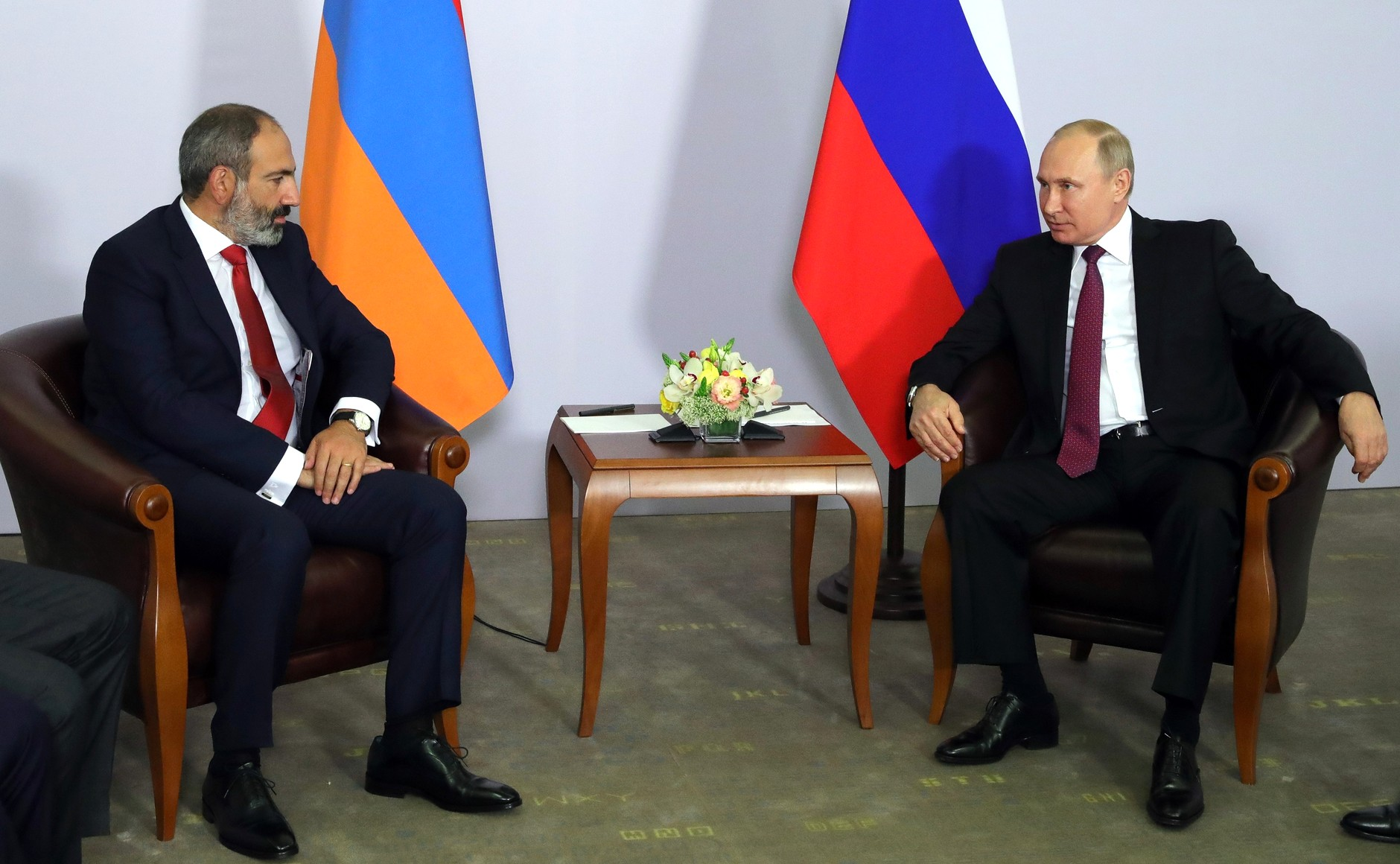
پاشینیان همراه با پوتین در سوچی، ۱۴ مهٔ ۲۰۱۸

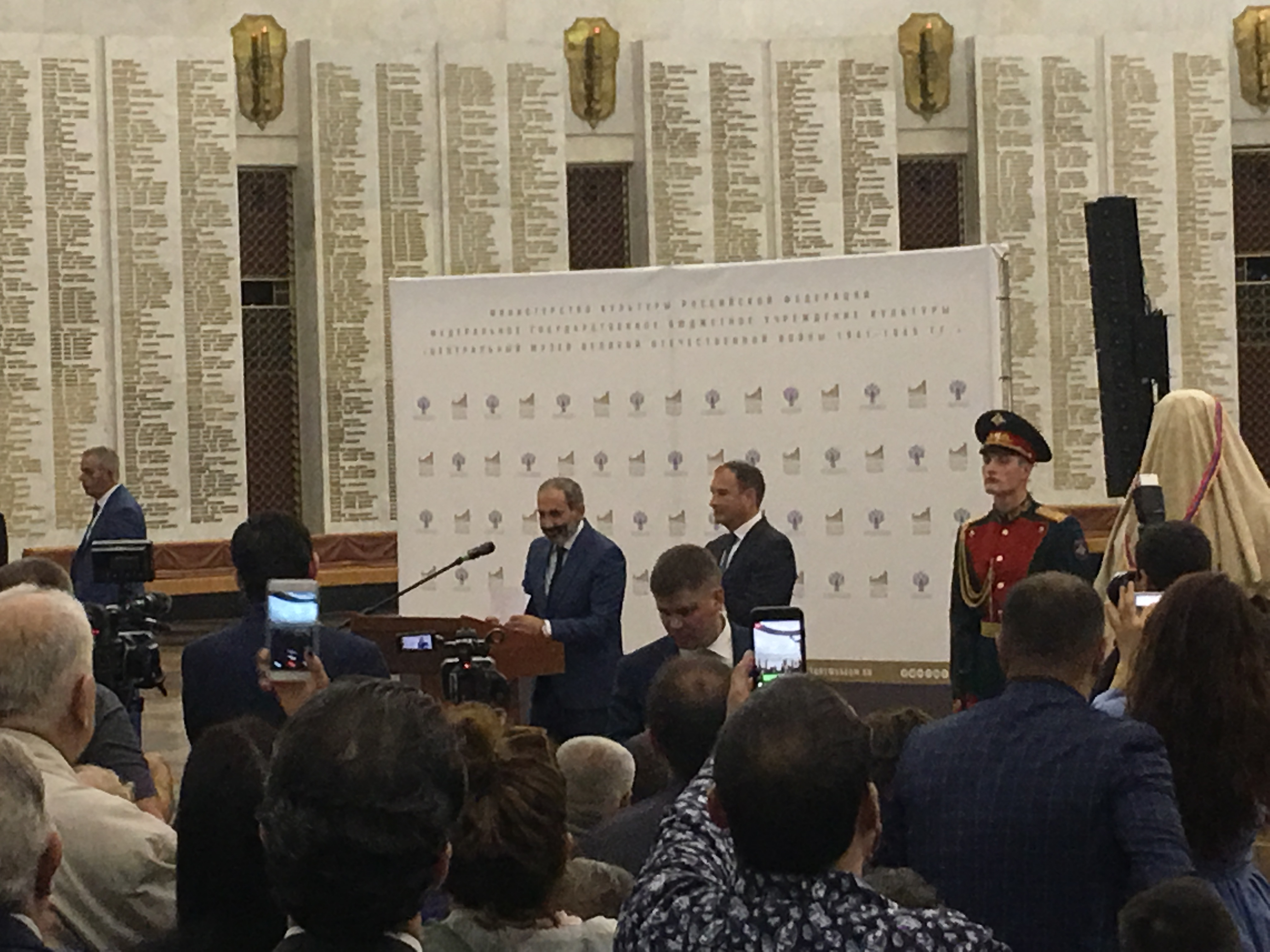
پاشینیان در موزه مرکزی جنگ بزرگ میهنی در مسکو در ۲۰۱۸

| کشور                | منطقه‌های بازدیدکرده   | تاریخ(ها)     | توضیحات |
| ------------------- | --------------------- | ------------- | --- |
| روسیه               | سوچی                  | ۱۴ مه         | در نشست عادی اتحادیه اقتصادی اوراسیا شرکت کرد. با ولادیمیر پوتین، سورنبای جینبکف، ایگور دودون، الکساندر لوکاشنکو، تیگران سارگسیان. ملاقات کرد.      |
| گرجستان             | تفلیس سامتسخه-جاواختی | ۳۰–۳۱ مه      | دیدار رسمی. با رئیس‌جمهور گیورگی مارگولاشویلی و گیورگی کویرکاشویلی ملاقات کرد. پلاک یادبود بزرگداشت ۱۰۰مین سالگرد بنیانگذاری نخستین جمهوری ارمنستان. |
| روسیه               | مسکو                  | ۱۴ ژوئن       | در مراسم افتتاحیه جام جهانی فوتبال ۲۰۱۸ شرکت کرد. با ولادیمیر پوتین و الهام علی‌اف ملاقات کرد.                                                       |
| بلژیک               | بروکسل                | ۱۱–۱۳ ژوئیه   | در اجلاس ناتو شرکت کرد. با امانوئل مکرون دیدار دوجانبه‌ای داشت و با دونالد ترامپ ملاقات کرد.                                                         |
| روسیه               | سن پترزبورگ           | ۲۷ ژوئیه      | در نشست عادی اتحادیه اقتصادی اوراسیا شرکت کرد. |
| روسیه               | مسکو                  | ۸ سپتامبر     | مقالهٔ اصلی: روابط ارمنستان و روسیه [ ۱۹ ] |
| فرانسه              | پاریس                 | ۱۴ سپتامبر    | سفر کاری |
| ایالات متحده آمریکا | نیویورک               | ۲۵–۲۶ سپتامبر | در هفتاد و سومین نشست مجمع عمومی سازمان ملل متحد شرکت کرد.                                                                                          |
| تاجیکستان           | دوشنبه                | سپتامبر ۲۷–۲۸ | در اجلاس سران کشورهای مستقل مشترک‌المنافع شرکت کرد.                                                                                                  |
| فرانسه              | پاریس                 | ۴ اکتبر       | در مراسم خاکسپاری شارل آزناوور شرکت کرد. |
| لبنان               | بیروت                 | ۲۰–۲۱ اکتبر   | سفر کاری |
| قزاقستان            | نورسلطان              | ۸–۹ نوامبر    | سفر کاری: جلسه شورای سازمان پیمان امنیت جمعی. |
| فرانسه              | پاریس                 | ۱۰–۱۱ نوامبر  | مراسم ۱۰۰مین سالگرد پایان جنگ جهانی اول و مجمع صلح پاریس شرکت کرد.                                                                                  |
| روسیه               | سن پترزبورگ           | ۶ دسامبر      | سفر کاری: نشسته شورای عالی اقتصادی اوراسیا. |
| روسیه               | مسکو                  | ۲۷ دسامبر     | مقالهٔ اصلی: روابط ارمنستان و روسیه [ ۲۶ ] |

### ۲۰۱۹

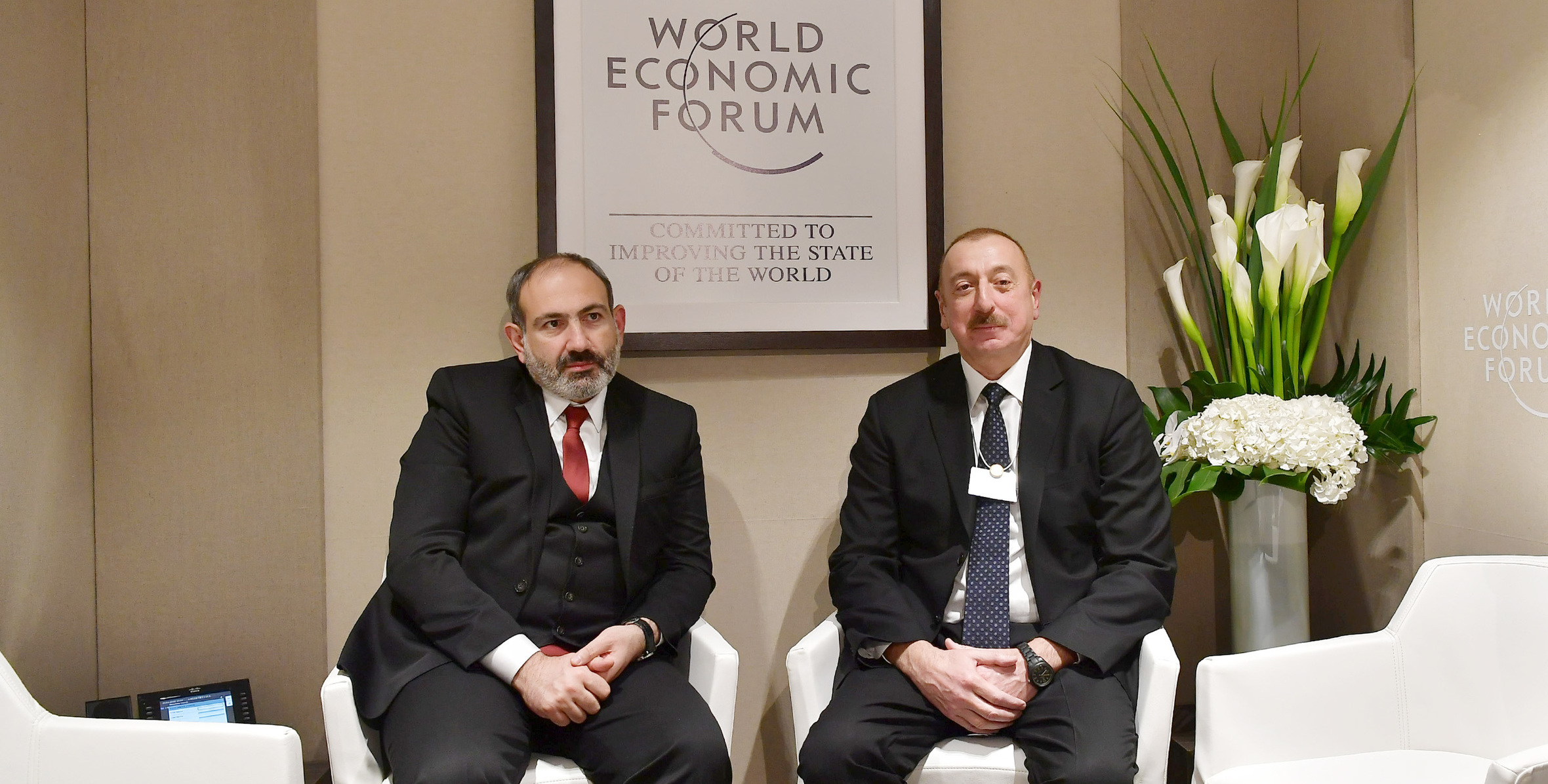
پاشینیان و علی‌اف در مجمع جهانی اقتصاد ۲۰۱۹

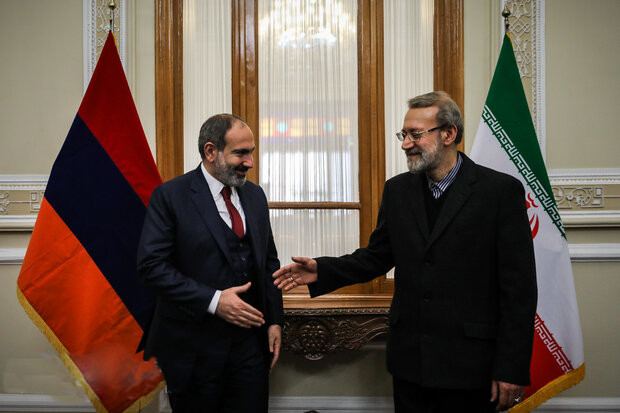
نیکول پاشینیان و علی لاریجانی، تهران، ۲۰۱۹

| کشور                | منطقه‌های بازدیدکرده | تاریخ(ها)           | توضیحات                                                      |
| ------------------- | ------------------- | ------------------- | ------------------------------------------------------------ |
| گرجستان             | بولنیسی             | ۱۵ ژانویه           | با ماموکا باختادزه، نخست‌وزیر گرجستان یک دیدار غیررسمی داشت.  |
| سوئیس               | داووس زوریخ         | ۲۱–۲۵ ژانویه        | مجمع سالیانه جهانی اقتصاد. با الهام علی‌اف ملاقات کرد.        |
| روسیه               | مسکو                | ۲۳–۲۵ ژانویه        | با دمیتری مدودف و تیگران سارگسیان ملاقات کرد.                |
| آلمان               | کلن برلین           | ۳۱ ژانویه - ۱ فوریه | State Visit                                                  |
| ایران               | تهران               | ۲۷–۲۸ فوریه         | State Visit                                                  |
| بلژیک               | بروکسل              | ۴–۷ مارس            | سفر کاری                                                     |
| اتریش               | وین                 | ۲۹ مارس             | سفر کاری                                                     |
| فرانسه              | استراسبورگ          | ۱۱ آوریل            | سفر کاری                                                     |
| لوکزامبورگ          | شهر لوکزامبورگ      | ۱۲ مه               | سفر کاری                                                     |
| بلژیک               | بروکسل              | ۱۲–۱۳ مه            | سفر کاری                                                     |
| چین                 | پکن                 | ۱۴–۱۶ مه            | سفر کاری                                                     |
| قزاقستان            | نورسلطان            | ۲۸ مه               | سفر کاری: اتحادیه اقتصادی اوراسیا.                           |
| روسیه               | سن پترزبورگ         | ۶–۷ ژوئن            | سفر کاری: نشست مجمع بین‌المللی اقتصاد سن پترزبورگ.            |
| ویتنام              | هانوی               | ۴–۶ ژوئیه           | State Visit                                                  |
| سنگاپور             | Central Area        | ۷–۹ ژوئیه           | State Visit                                                  |
| قرقیزستان           | بیشکک               | ۸–۹ اوت             | سفر کاری                                                     |
| ایالات متحده آمریکا | لس آنجلس نیویورک    | ۲۱–۲۲ سپتامبر       | در هفتاد و چهارمین نشست مجمع عمومی سازمان ملل متحد شرکت کرد. |
| ترکمنستان           | عشق‌آباد             | ۱۱ اکتبر            | در اجلاس CIS شرکت کرد.                                       |
| روسیه               | مسکو                | ۲۵ اکتبر            | سفر کاری                                                     |
| فرانسه              | پاریس               | ۱۱–۱۲ نوامبر        | سفر کاری                                                     |
| ایتالیا             | ونیز رم             | ۲۰–۲۲ نوامبر        | دیدار رسمی                                                   |
| قرقیزستان           | بیشکک               | ۲۷ نوامبر           | سفر کاری                                                     |
| روسیه               | سن پترزبورگ         | ۲۰ دسامبر           | سفر کاری                                                     |

### ۲۰۲۰

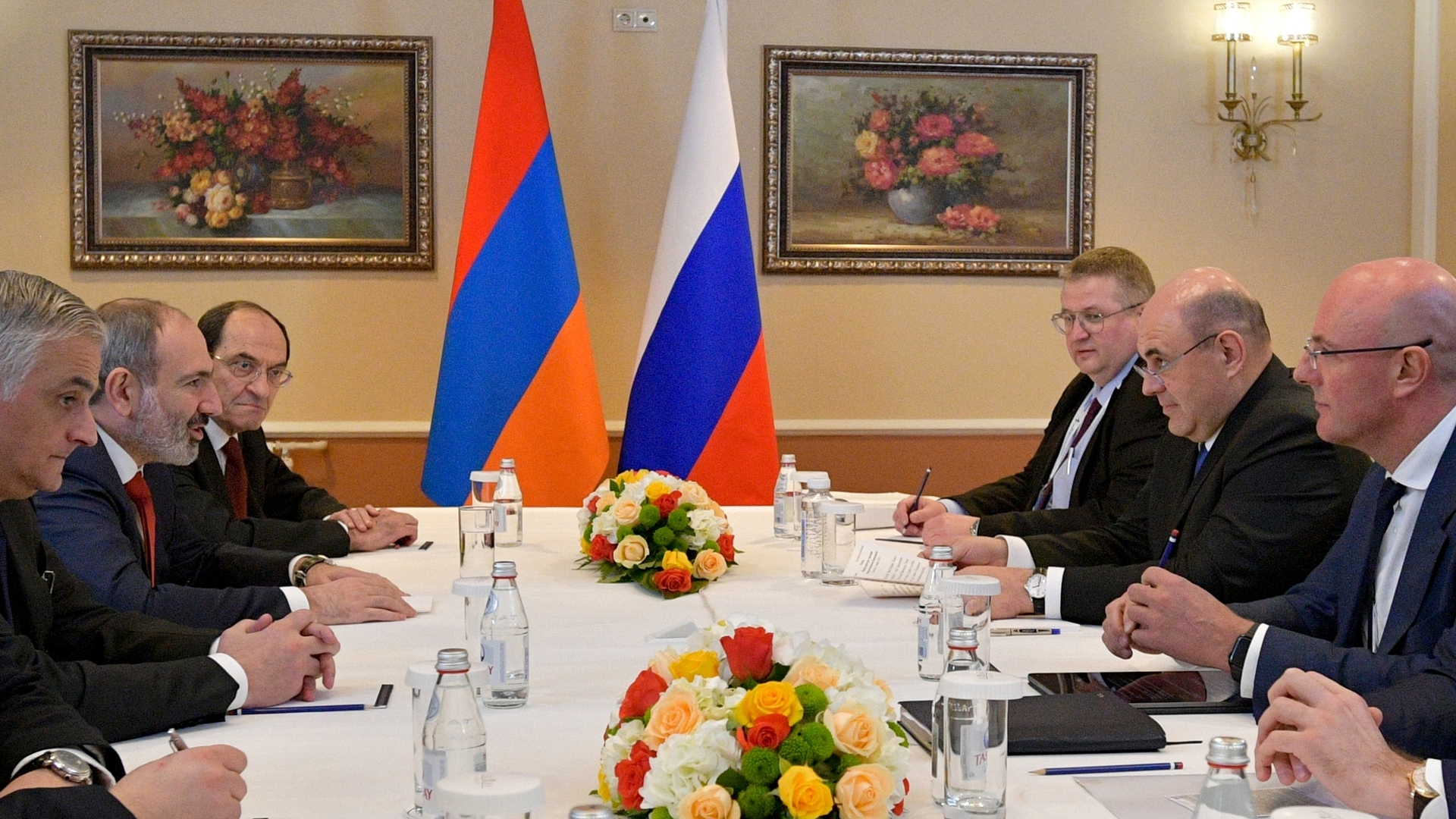
پاشینیان همراه با نخست‌وزیر روسیه میخائیل میشوستین در ژانویه ۲۰۲۰

| کشور     | منطقه‌های بازدیدکرده | تاریخ(ها)         | توضیحات                                                             |
| -------- | ------------------- | ----------------- | ------------------------------------------------------------------- |
| قزاقستان | آلماتی              | ۳۱ ژانویه-۱ فوریه |                                                                     |
| آلمان    | مونیخ               | ۱۵ فوریه          | در کنفرانس امنیتی مونیخ شرکت کرد.                                   |
| گرجستان  | تفلیس               | ۳–۴ مارس          | [ ۵۶ ]                                                              |
| بلژیک    | بروکسل              | ۹ مارس            | [ ۵۷ ]                                                              |
| بلاروس   | مینسک               | ۱۷ ژوئیه          | سفر کاری، در جلسه شورای بین‌دولتی اتحادیه اقتصادی اوراسیا شرکت نمود. |

### ۲۰۲۱
| کشور      | منطقه‌های بازدیدکرده | تاریخ(ها)     | توضیحات                                                           |
| --------- | ------------------- | ------------- | ----------------------------------------------------------------- |
| روسیه     | مسکو                | ۱۱ ژانویه     | نشست سه‌جانبه با ولادیمیر پوتین و الهام علی‌اف.                     |
| قزاقستان  | آلماتی              | ۴–۵ فوریه     | [ ۶۰ ]                                                            |
| روسیه     | مسکو                | ۷ آوریل       | [ ۶۱ ]                                                            |
| روسیه     | کازان               | ۲۹ آوریل      | [ ۶۲ ]                                                            |
| فرانسه    | پاریس               | ۱ ژوئن        | سفر کاری                                                          |
| بلژیک     | بروکسل              | ۲ ژوئن        | سفر کاری                                                          |
| روسیه     | مسکو                | ۷ ژوئیه       | [ ۶۴ ]                                                            |
| ایران     | تهران               | ۵ اوت         | مراسم تحلیف ریاست‌جمهوری ابراهیم رئیسی                             |
| قرقیزستان | چالپان‌آتا           | ۱۹–۲۰ اوت     | نشست شورای بین‌دولتی اتحادیه اقتصادی اوراسیا و دیدار با صدر جباروف |
| گرجستان   | تفلیس باتومی        | ۸ سپتامبر     | دیدار رسمی                                                        |
| تاجیکستان | دوشنبه              | ۱۵–۱۷ سپتامبر | [ ۷۰ ]                                                            |
| لیتوانی   | ویلنیوس کاوناس      | ۳–۴ اکتبر     | [ ۷۱ ]                                                            |
| روسیه     | مسکو                | ۱۲ اکتبر      | [ ۷۲ ]                                                            |
| روسیه     | سوچی                | ۲۶ نوامبر     | نشست سه‌جانبه با ولادیمیر پوتین و الهام علی‌اف.                     |

### ۲۰۲۲

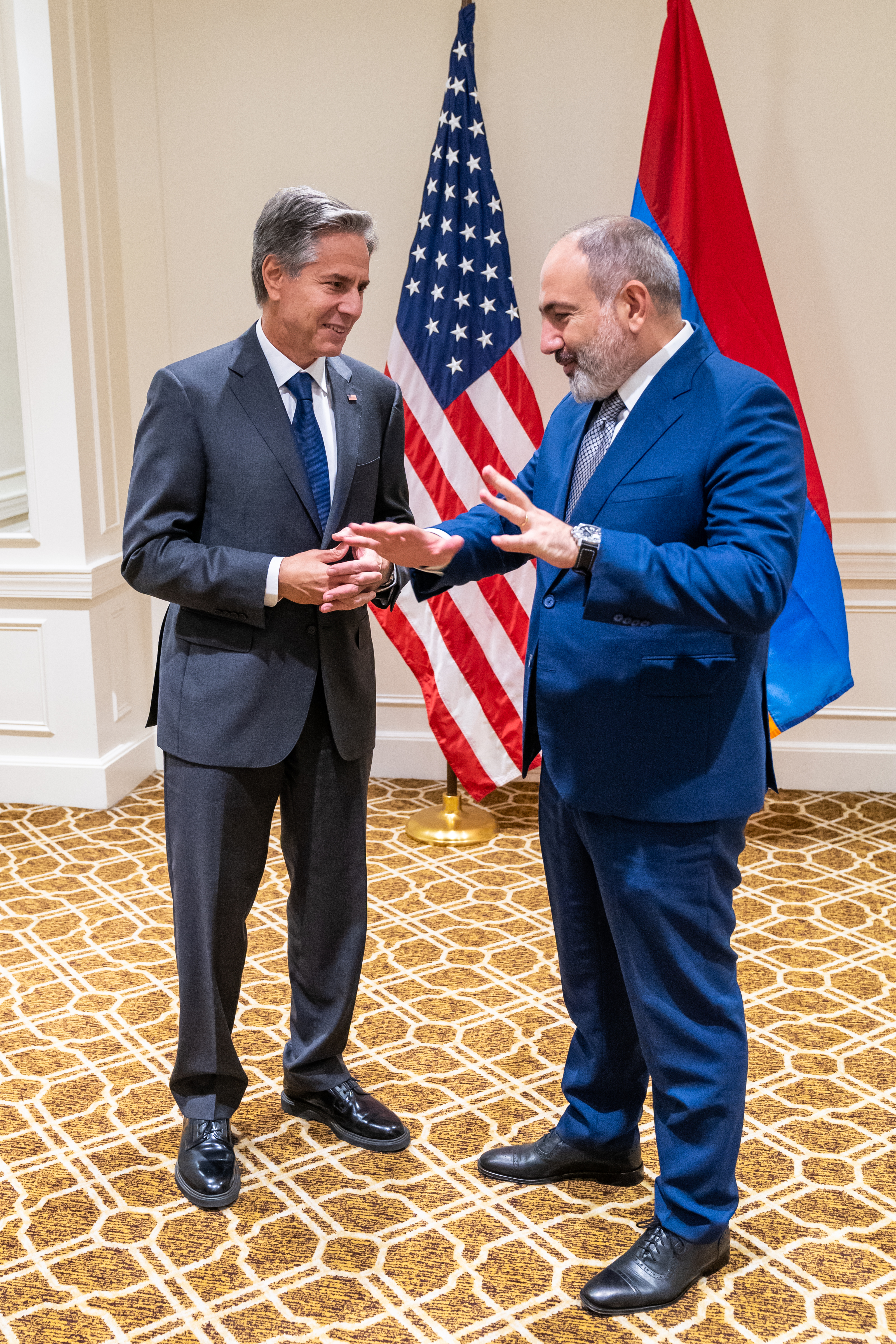
پاشینیان (راست) و وزیر امور خارجه آمریکا آنتونی بلینکن(چپ)، در نیویورک، سپتامبر ۲۰۲۲

| کشور                | منطقه‌های بازدیدکرده | تاریخ(ها)     | توضیحات                                                                                    |
| ------------------- | ------------------- | ------------- | ------------------------------------------------------------------------------------------ |
| قزاقستان            | نورسلطان            | ۲۴–۲۵ فوریه   | سفر کاری                                                                                   |
| فرانسه              | پاریس               | ۸–۹ مارس      | سفر کاری                                                                                   |
| بلژیک               | بروکسل              | ۵–۶ آوریل     | سفر کاری                                                                                   |
| روسیه               | مسکو نیژنی نووگورود | ۱۹–۲۰ آوریل   | State visit                                                                                |
| هلند                | لاهه                | ۱۰–۱۱ مه      | State visit                                                                                |
| قطر                 | دوحه                | ۱۳ ژوئن       | State visit                                                                                |
| بلاروس              | مینسک               | ۲۰–۲۱ ژوئن    | سفر کاری                                                                                   |
| قرقیزستان           | چالپان‌آتا           | ۲۵–۲۶ اوت     | سفر کاری                                                                                   |
| بلژیک               | بروکسل              | ۳۱ اوت        | سفر کاری                                                                                   |
| روسیه               | ولادی‌وستوک          | ۶–۹ سپتامبر   | [ ۸۰ ]                                                                                     |
| ایالات متحده آمریکا | نیویورک             | ۲۲–۲۳ سپتامبر | سفر کاری                                                                                   |
| فرانسه              | پاریس               | ۲۶ سپتامبر    | سفر کاری                                                                                   |
| جمهوری چک           | پراگ                | ۶–۷ اکتبر     | European Political Community (2022). دیدار با رجب طیب اردوغان، الهام علی‌اف و امانوئل مکرون |
| روسیه               | سوچی                | ۳۱ اکتبر      | [ ۸۲ ]                                                                                     |
| ایران               | تهران               | ۱ نوامبر      | [ ۸۳ ]                                                                                     |
| تونس                | جربه                | ۱۹ نوامبر     | [ ۸۴ ]                                                                                     |
| قرقیزستان           | بیشکک               | ۹ دسامبر      | سفر کاری                                                                                   |
| روسیه               | سن پترزبورگ         | ۲۶–۲۷ دسامبر  | سفر کاری                                                                                   |

### ۲۰۲۳
| کشور      | منطقه‌های بازدیدکرده | تاریخ(ها)   | توضیحات                                                                    |
| --------- | ------------------- | ----------- | -------------------------------------------------------------------------- |
| قزاقستان  | آلماتی              | ۲–۳ فوریه   | سفر کاری                                                                   |
| آلمان     | مونیخ               | ۱۶–۱۹ فوریه | در کنفرانس امنیتی مونیخ شرکت کرد.                                          |
| آلمان     | برلین               | ۳–۴ مارس    | سفر کاری                                                                   |
| جمهوری چک | پراگ                | ۴–۵ مه      | دیدار رسمی                                                                 |
| روسیه     | مسکو                | ۸–۹ مه      | سفر کاری، حضور در جشن‌های روز پیروزی و دیدار با جانبازان جنگی ارمنی در مسکو |
| بلژیک     | بروکسل              | ۱۴ مه       | سفر کاری                                                                   |
| ایسلند    | ریکیاویک            | ۱۶–۱۷ مه    | سفر کاری                                                                   |
| روسیه     | مسکو                | ۲۴–۲۵ مه    | سفر کاری                                                                   |
| مولدووا   | Bulboaca Hîncești   | ۱ ژوئن      | Attended the 2nd European Political Community Summit                       |
| ترکیه     | آنکارا              | ۳ ژوئن      | مراسم تحلیف ریاست‌جمهوری رجب طیب اردوغان                                    |

## دیدارها ازجمهوری آرتساخ
| منطقه‌های بازدیدکرده | تاریخ(ها)       | توضیحات                                                                                       |
| ------------------- | --------------- | --------------------------------------------------------------------------------------------- |
| استپاناکرت          | ۹ مه ۲۰۱۸       | سفر کاری. با حضور در جشن‌های روز پیروزی، روز آزادسازی شوشی، با باکو ساهاکیان دیدار کرد.        |
| استپاناکرت          | ۱۶ ژوئن ۲۰۱۸    | سفر کاری. از وزارت دفاع جمهوری آرتساخ بازدید کرد.                                             |
| استپاناکرت          | ۲۵ اوت ۲۰۱۸     | سفر کاری.                                                                                     |
| استپاناکرت          | ۱ نوامبر ۲۰۱۸   | سفر کاری.                                                                                     |
| مرز شرقی استپاناکرت | ۴–۵ نوامبر ۲۰۱۸ | دیدار رسمی.                                                                                   |
| استپاناکرت          | ۱۱–۱۲ مارس ۲۰۱۹ | سفر کاری.                                                                                     |
| استپاناکرت          | ۹ مه ۲۰۱۹       | سفر کاری. در جشن‌های روز پیروزی و روز آزادسازی شوشی شرکت کرد.                                  |
| استپاناکرت          | ۵ اوت ۲۰۱۹      | سفر کاری.                                                                                     |
| استپاناکرت          | ۱ دسامبر ۲۰۱۹   | سفر کاری.                                                                                     |
| استپاناکرت          | ۹ مه ۲۰۲۰       | سفر کاری. در جشن‌های روز پیروزی و روز آزادسازی شوشی شرکت کرد.                                  |
| شوشی                | ۲۱ مه ۲۰۲۰      | در مراسم تحلیف آرائیک هاروتیونیان شرکت کرد.                                                   |
| استپاناکرت          | ۳۰ اوت ۲۰۲۰     | سفر کاری.                                                                                     |
| استپاناکرت          | ۶ اکتبر ۲۰۲۰    | سفر کاری. در جریان جنگ ناگورنو قره‌باغ درسال ۲۰۲۰ با رهبری وزارت دفاع جمهوری آرتساخ مشورت کرد. |

## دیدارهای آینده
| کشور      | منطقه‌های بازدیدکرده | تاریخ(ها) | توضیحات               |
| --------- | ------------------- | --------- | --------------------- |
| بلغارستان | صوفیه               |           | به‌دعوت رسمی رئیس دولت |
| رومانی    | بخارست              |           | به‌دعوت رسمی رئیس دولت |
| فنلاند    | هلسینکی             |           | به‌دعوت رسمی رئیس دولت |
| سوئد      | استکهلم             |           | به‌دعوت رسمی رئیس دولت |